# 加布里埃爾·曼
加布里埃爾·曼（1972年5月14日—）是一位美國男演員和模特兒。他最著名的作品是在ABC肥皂劇復仇中飾演Nolan Ross角色。他也出演過一些電影。